# جامعة العلوم والفنون
جامعة العلوم والفنون هي جامعة سورية خاصة أنشأت عام 2002 متخصصة في مجال العمارة والفنون. مقرها الحالي في حلب بشمال سوريا.